# Hangassaari (ö i Östra Lappland, lat 66,08, long 28,34)
Hangassaari är en ö i Finland. Den ligger i sjön Yli-Kitka och i kommunen Posio i den ekonomiska regionen  Östra Lapplands ekonomiska region  och landskapet Lappland, i den norra delen av landet, 700 km norr om huvudstaden Helsingfors. Öns area är 5,7 hektar och dess största längd är 0,7 kilometer i öst-västlig riktning.